# Fòrceps

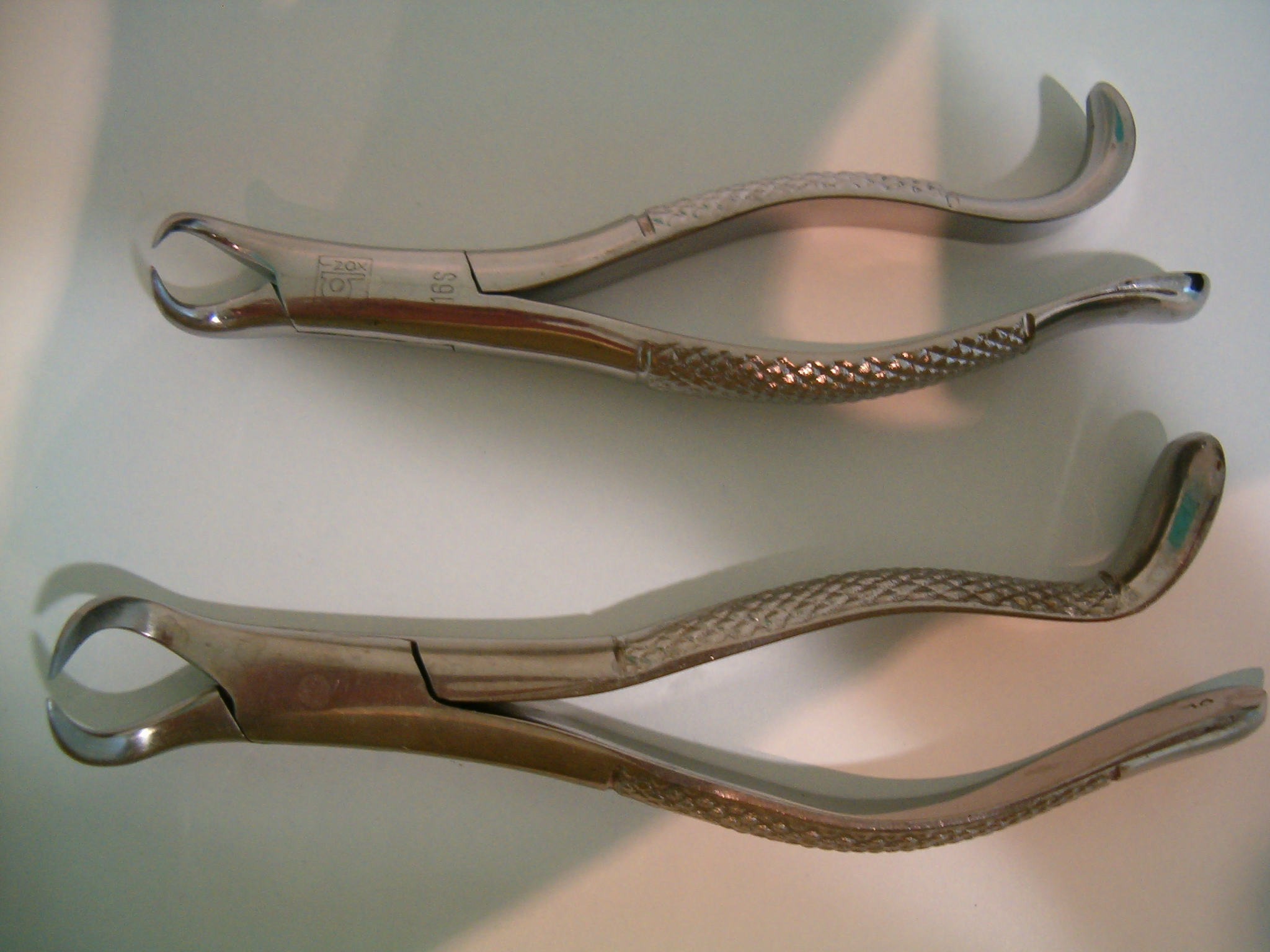
Fòrceps odontològics.

El fòrceps és un instrument en forma de tenalles per agafar i sostenir objectes. S'utilitza quan els dits són massa grans per agafar objectes petits o quan molts objectes necessiten ser agafats simultàniament, mentre s'utilitzen les mans per a realitzar una tasca. El terme «fòrceps» s'utilitza gairebé exclusivament en el camp de la medicina. Fora de la medicina, la gent sol referir-se als fòrceps com pinces, tenalles, alicates o serjants.
La forma singular i plural de fòrceps és sempre fòrceps, mai fòrcep. Etimològicament, la paraula deriva del llatí forca, significant un llaç o una trampa.
En obstetrícia, a vegades s'utilitza el fòrceps obstètric.